# Jessie Cave
Jessica "Jessie" Alice Cave Lloyd (Londen, 5 mei 1987) is een Engelse actrice. Ze is vooral bekend van de film Harry Potter en de Halfbloed Prins, waarin ze de rol vertolkt van Belinda Broom, (Engels: Lavender Brown) het vriendinnetje van Ron Wemel. Verder speelde ze in de films Summerhill en Inkheart. In 2009 speelde ze in de film The Science of Cool en in 2010 en 2011 werkte ze ook mee in de laatste twee films van Harry Potter, de twee delen van Harry Potter en de Relieken van de Dood (part I en part II).
Jessie maakt ook eigen filmpjes, Pindippy genoemd. Ze schrijft haar eigen grappig bedoelde dialogen, filmt het vervolgens en zet de filmpjes op YouTube.
- Bibsys: 1615360583374
- Gemeinsame Normdatei: 1273639898
- International Standard Name Identifier: 0000 0004 5738 8085
- Library of Congress Control Number: n2015072120
- Nationale Bibliotheek van Tsjechië: xx0280948
- Nederlandse Thesaurus van Auteursnamen: 434073148
- Virtual International Authority File: 55145541813096600312
- WorldCat: E39PBJhmFmvtg3HW8pwmQKwQv3